# Paul Logan
Paul Logan Stone (New Jersey, 1973. október 15. –) amerikai színész, modell, harcművész, kaszkadőr, producer és forgatókönyvíró. Leginkább alacsony költségvetésű akciófilmekben játszott szerepeiről ismert, mint például a SyFy-féle Mega Piranha. Logan alakította Glen Reiber karakterét az NBC szappanoperájában, a Days of Ours-ben.

## Tanulmányai
Logan biokémiából szerzett diplomát a New York Állami Egyetemen, Purchase-ben, majd ezt követően a Los Angeles-i Kiropraktikai Főiskola csontkovácsként végzett.

## Pályafutása
Néhány kisebb televíziós szerep után Logan első jelentősebb szerepe a Killers című 1997-es film.  Egy évvel később feltűnt a TNT L.A. Heat és a UPN Malcolm & Eddie című televíziós sorozataiban. 2000-ben Logan feltűnt a The Independent című áldokumentumfilmben. 2001-ben feltűnt a Buffy, a vámpírok réme spin-offjában, az Angelben. Ugyanebben az évben Logant Glen Reiber szerepét alakította az Életünk napjaiban.
2003-ban Logan vendégszerepelt az NBC televíziós Szituációs komédia|szitkomjában, a Friends-sorozat egyik epizódjában. Ezt egy sor akciófilm követte, mint az The Eliminator, a Curse of the Komodo és a Way of the Vampire, ahol Drakulát alakította.
2008-ban Logan feltűnt a Terminators - Nincs megváltás című filmben. Egy évvel később Logan küzdősportolói múltja jól jött a harcművészeti stílusú Ballistica akciófilmhez, ahol egy kiképzett CIA-ügynököt alakít. Ugyanebben az évben Brittany Murphy oldalán szerepelt a Megafault című katasztrófafilmben. Logan harmadik filmjében, a The Asylumban főszerepet kapott, egy amerikai kommandóst formál meg, akit Dél-Amerikába küldtek, hogy megállítsa a gyilkos halak mutációját az eredeti SyFy Mega Piranhában. A filmet 2,2 millió néző tekintette meg vetítés során az interneten, ezzel a csatorna eddigi év legnézettebb filmje lett.

2016-ban főszereplője, producer és írója volt a The Horde című horrornak.

2017-ben szerepet kapott a Gyilkos bábok 11. részében, a Puppet Master: Axis Termination című filmben, ahol az amerikai hadsereg kapitányát alakította.

## Filmjei

### Film
| Year | Title                                                | Role                                                          | Notes              |          |
| ---- | ---------------------------------------------------- | ------------------------------------------------------------- | ------------------ | -------- |
| 1996 | American Tigers                                      | Terrorist                                                     |                    |          |
| 1996 | Blazing Force                                        | Greko                                                         | Video              |          |
| 1997 | Killers                                              | Nicky                                                         |                    |          |
| 1998 | L.E.T.H.A.L. Ladies: Return to Savage Beach          | Doc Austin                                                    |                    |          |
| 1998 | Club Wild Side                                       | Tom                                                           |                    |          |
| 1999 | Stripper Wives                                       | Joe                                                           |                    |          |
| 2000 | The Independent                                      | Son                                                           |                    |          |
| 2000 | House of Love                                        | Rick                                                          |                    |          |
| 2000 | The Seduction of Maxine                              | Jack                                                          |                    |          |
| 2001 | Savage Season                                        | Kevin                                                         |                    |          |
| 2001 | The Ultimate Game                                    | Sam Slater                                                    |                    |          |
| 2002 | Passion's Peak                                       | James                                                         | Video              |          |
| 2004 | Sárkánygyík" (Curse of the Komodo)                   | Drake                                                         | [ 5 ]              |          |
| 2004 | Radius                                               | The Diamone                                                   | Short              |          |
| 2004 | The Eliminator                                       | Jesse                                                         |                    |          |
| 2005 | The Vault                                            | Frix                                                          |                    |          |
| 2005 | Way of the Vampire                                   | Dracula                                                       |                    |          |
| 2005 | Veszély az óceán felett (Crash Landing)              | Josef                                                         |                    |          |
| 2005 | Szörnyek szigete (Komodo vs. Cobra)                  | Major Frank                                                   | TV movie           |          |
| 2005 | Crippled Creek                                       | Tom                                                           |                    |          |
| 2005 | Freezerburn                                          | SWAT Team Leader                                              |                    |          |
| 2006 | Támadás a harci robotok szigete ellen (A.I. Assault) | Saunders                                                      | TV movie           |          |
| 2006 | Cannibal Taboo                                       | Luke Hendricks                                                | Video              |          |
| 2007 | White Air                                            | Pete                                                          |                    |          |
| 2007 | Fall Guy: The John Stewart Story                     | Jake Adams                                                    | Video              |          |
| 2008 | The Last Bad Neighborhood                            | Mack                                                          |                    |          |
| 2009 | Vampire in Vegas                                     | Milo                                                          |                    |          |
| 2009 | Terminators - Nincs megváltás (The Terminators)      | TR-4                                                          | Video              |          |
| 2009 | Aliens on Crack                                      | Alien King                                                    |                    |          |
| 2009 | Lost in the Woods                                    | Lead Mercenary                                                |                    |          |
| 2009 | Megafault                                            | Major Boyd Grayson                                            | TV movie           |          |
| 2009 | Ballistica                                           | Damian Sloan                                                  |                    |          |
| 2010 | Re-Generator                                         | Captain Rob Stevens                                           |                    |          |
| 2010 | Mega Piranha - Gyilkos a melyből (Mega Piranha)      | Jason Fitch                                                   | TV movie           |          |
| 2010 | Lányok forró szoknyában (#1 Cheerleader Camp)        | Tom                                                           | Video              |          |
| 2011 | 200 mph                                              | Officer Flynn                                                 | Video              |          |
| 2013 | Code Red                                             | Captain John McGahey                                          |                    |          |
| 2015 | God's Club                                           | Firefighter                                                   |                    |          |
| 2016 | Sniper: Special Ops                                  | Charlie                                                       |                    |          |
| 2016 | 2016                                                 | A horda (The Horde)                                           | John Crenshaw      | Video    |
| 2016 | A Doggone Christmas                                  | Cutler                                                        |                    |          |
| 2016 | Skookum: The Hunt for Bigfoot                        | Gator Boudreaux                                               |                    |          |
| 2017 | A Doggone Hollywood                                  | Dirk Stevens                                                  |                    |          |
| 2017 | Circus Kane                                          | Valentine                                                     |                    |          |
| 2017 | 2017                                                 | Puppet Master: Axis Termination                               | Captain Brooks     |          |
| 2017 | The Sandman                                          | Heller                                                        |                    |          |
| 2017 | Halloween Pussy Trap Kill! Kill!                     | Captain Lewis                                                 |                    |          |
| 2018 | Atlantic Rim: Resurrection                           | Lee                                                           |                    |          |
| 2018 | A Doggone Adventure                                  | Jack Bowser                                                   |                    |          |
| 2018 | Paying Mr. McGetty                                   | Low-Gunn                                                      |                    |          |
| 2018 | American Warfighter                                  | Captain Jerry Pope                                            |                    |          |
| 2018 | Flight 666                                           | Austin                                                        |                    |          |
| 2018 | The Most Dangerous Man                               | Sgt. Max Gunn                                                 |                    |          |
| 2018 | 2018                                                 | Az utolsó cápavihar (The Last Sharknado: It's About Time)     | Egyptian Guard     | TV movie |
| 2018 | Running Out Of Time                                  | Trent                                                         | [ 7 ]              |          |
| 2018 | CobraGator                                           | Jake Dixon                                                    |                    |          |
| 2019 | Breaking Barbi                                       | Agent Kenneth Radcliff                                        |                    |          |
| 2020 | Facade                                               | Ryder                                                         |                    |          |
| 2020 | DieRy                                                | Karl                                                          |                    |          |
| 2020 | The Amityville Harvest                               | Robbie                                                        |                    |          |
| 2020 | Loss of Grace                                        | Jordan                                                        |                    |          |
| 2021 | Night of the Falling Stars                           | Mark Alston                                                   |                    |          |
| 2022 | United Trans Logistics: We Carry Your Trust          | Archer                                                        | Short              |          |
| 2022 | Killer Design                                        | Derek                                                         | TV movie           |          |
| 2022 | The Stepmother                                       | Police Officer                                                |                    |          |
| 2022 | Bigfoot or Bust                                      | Billy James                                                   |                    |          |
| 2022 | Forbearance                                          | Bo Erb                                                        |                    |          |
| 2022 | Hairball                                             | Helen's Husband                                               | Short              |          |
| 2022 | 2022                                                 | Karácsonyi koldus és királyfi (A Prince and Pauper Christmas) | Agent Nolan        | TV movie |
| 2022 | 2025 Armageddon                                      | Officer Greg Stern                                            |                    |          |
| 2022 | The Ice Cream Stop                                   | Sebastian Reynolds                                            | Short              |          |
| 2023 | You're Not Alone                                     | Justin Humphries                                              |                    |          |
| 2023 | 2023                                                 | Pókember: Lótusz (Spider-Man: Lotus)                          | Ben bácsi gyilkosa |          |
| 2023 | Outlaw Johnny Black                                  | Bounty Hunter                                                 |                    |          |
| 2023 | Alien Apocalypse                                     | Captian Jensen                                                |                    |          |
| 2023 | America Is Sinking                                   | Captain Pierce                                                |                    |          |

### Televízió
| Year    | Title                       | Role              | Notes                                             |
| ------- | --------------------------- | ----------------- | ------------------------------------------------- |
| 1997    | Erotic Confessions          | Jake              | Episode: "Through an Open Window"                 |
| 1999    | L.A. Heat                   | Eric Sommers      | Episode: "Fangs"                                  |
| 1999    | Malcolm & Eddie             | Dancer #3         | Episode: "The Fool Monty"                         |
| 2001    | Thrills                     | Brian             | Episode: "A Most Dangerous Desire"                |
| 2001    | Sexy Urban Legends          | Fred              | Episode: "Stormy Weather"                         |
| 2001    | Angel                       | Woody             | Episode: "Carpe Noctem"                           |
| 2001–02 | Ármány és szenvedély        | Glen Reiber       | Regular Cast                                      |
| 2003    | Friends                     | The Soap Actor    | Episode: "The One Where Rachel Goes Back to Work" |
| 2007    | Smith                       | Eli               | Episode: "Five"                                   |
| 2012    | The Vampire Show            | Security Guard #2 | Episode: "Episode #1.2"                           |
| 2020    | The Circuit                 | FBI Agent Johnny  | Episode: "Ranch Terror"                           |
| 2022    | Keeping Up with the Joneses | Brick             | Recurring Cast                                    |